# Norgestrel
Il norgestrel è un farmaco progestinico (agonista progestinico di seconda generazione). Il norgestrel è una miscela racemica di due stereoisomeri, destro-norgestrel (CAS 797-64-8) e levo-norgestrel (CAS 797-63-7). Solo quest'ultimo, il levonorgestrel, è biologicamente attivo.